# Comunas de Suiza
Las Comunas (municipios; en francés: commune; en romanche: vischnanca; en alemán: Gemeinde, pl.: Gemeinden; en italiano: comune, pl.: comuni) son la entidad territorial básica y de menor nivel en la división político-territorial de Suiza. En enero de 2017, existían en Suiza 2255 comunas. Si bien algunas cuentan con sólo algunos cientos de habitantes, las ciudades más grandes como Ginebra o Zúrich también tienen estatus legal de comuna.
Las responsabilidades de cada comuna (como educación, servicio médico, asistencia social, transporte público y recaudación de impuestos) son definidas por el gobierno cantonal y varían de un cantón a otro. De manera general, el gobierno comunal está encabezado por un Alcalde como jefe del ejecutivo, con la cooperación de un Concejo abierto, que se encarga de las tareas legislativas, aunque para estas funciones, las comunas con mayor número de habitantes tienen la opción de elegir un Concejo municipal. 
En algunos cantones, se permite la participación política comunal a los extranjeros que tengan cierto tiempo de residencia en Suiza. La ciudadanía suiza está basada en la ciudadanía comunal. Cada suizo es ciudadano de una o varias comunas (por ejemplo, la de su lugar de origen, Heimatort en alemán o Lieu d'origine en francés).
La economía de cada comuna está financiada por impuestos directos (tales como el impuesto sobre la renta), cuyas tasas fluctúan en una banda fijada por el gobierno del cantón.
Varias comunas confrontan dificultades para contratar los servicios que se requieren para cumplir con las responsabilidades requeridas por la comunidad. Como parte del esfuerzo para reducir gastos, las comunas pueden combinarse para crear entidades especiales, como por ejemplo distritos especiales. La creación de dichas figuras son fomentadas generalmente por los gobiernos cantonales y su número se incrementa a medida que la economía se vuelve más compleja.
Las "ciudades" (Stadt, Städte, ville, villes o città) son comunas que tienen más de 10.000 habitantes, o bien poblaciones más pequeñas que han recibido derechos medievales para recibir el nombre de Ciudad. No existe una denominación específica para comunas más pequeñas (como, por ejemplo, pueblos).

## Distribución cantonal de las comunas
El número de comunas que puede tener un cantón es extremadamente variable y no depende en absoluto de la superficie ni del número de habitantes.
| Cantón                     | Número de comunas |
| Zúrich                     | 169               |
| Berna                      | 356               |
| Lucerna                    | 83                |
| Uri                        | 20                |
| Schwyz                     | 30                |
| Obwalden                   | 7                 |
| Nidwalden                  | 11                |
| Glaris                     | 3                 |
| Zug                        | 11                |
| Friburgo                   | 163               |
| Soleura                    | 109               |
| Basilea-Ciudad             | 3                 |
| Basilea-Campiña            | 86                |
| Schaffhausen               | 26                |
| Appenzell Rodas Exteriores | 20                |
| Appenzell Rodas Interiores | 6                 |
| San Galo                   | 77                |
| Grisones                   | 125               |
| Argovia                    | 213               |
| Turgovia                   | 80                |
| Tesino                     | 135               |
| Vaud                       | 318               |
| Valais                     | 134               |
| Neuchâtel                  | 37                |
| Ginebra                    | 45                |
| Jura                       | 57                |
| Total                      | 2.324             |

## Distribución porcentual de comunas por número de habitantes
| Población por comuna | Cantidad de comunas (2006) | %    |
| más de 20.000        | 30                         | 1,1  |
| 10.000 - 19.999      | 89                         | 3,2  |
| 5.000 - 9.999        | 180                        | 6,6  |
| 1.000 - 4.999        | 1.025                      | 37,4 |
| 500 - 999            | 555                        | 20,3 |
| menos de 500         | 861                        | 31,4 |

## Comunas extremas

### Las más pobladas
| Comuna  | Cantón         | Habitantes (2009) | Habitantes (2006) |
| Zúrich  | Zúrich         | 365.132           | 363.273           |
| Ginebra | Ginebra        | 183.287           | 177.964           |
| Basilea | Basilea-Ciudad | 164.937           | 166.558           |

### Las menos pobladas
| Comuna     | Cantón   | Habitantes (2009) | Habitantes (2006) |
| Corippo    | Tesino   | 18                | 22                |
| Martisberg | Valais   | 20                | 27                |
| Portein    | Grisones | 23                | 26                |

### Las más extensas
| Comuna     | Cantón   | Superficie (km²) (2009) | Superficie (km²) (2006) |
| Glaris Sur | Glaris   | 425,88                  |                         |
| Davos1     | Grisones | 283,98                  | 254,41                  |
| Bagnes     | Valais   | 282,26                  | 282,26                  |
| Anniviers2 | Valais   | 242,95                  |                         |
| Zermatt    | Valais   | 242,69                  | 242,69                  |

- 1Fusión de la comuna de Davos con la de Wiesen.
- 2Comuna creada de la fusión de las antiguas comunas de Ayer, Chandolin, Grimentz, Sain-Jean, Saint-Luc y Vissoie.

### Las menos extensas
| Comuna      | Cantón   | Superficie (km²) (2009) |
| Rivaz       | Vaud     | 0,31                    |
| Kaiserstuhl | Argovia  | 0,32                    |
| Gottlieben  | Turgovia | 0,33                    |
| Meyriez     | Friburgo | 0,34                    |